# Mark Bulkeley
Mark Bulkeley (Yakusu, Zaire, 3 de abril de 1979) es un deportista británico que compitió en vela en la clase Tornado. Ganó una medalla de plata en el Campeonato Mundial de Tornado de 2003.

## Palmarés internacional
| \| Campeonato Mundial \| Campeonato Mundial \| Campeonato Mundial \| Campeonato Mundial \| \| Año \| Lugar \| Medalla \| Clase \| \| ------------------ \| ------------------ \| ------------------ \| ------------------ \| \| 2003 \| Cádiz (España) \| Medalla de plata \| Tornado \| |                |                  |         |
| Campeonato Mundial |                |                  |         |
| Año | Lugar          | Medalla          | Clase   |
| 2003 | Cádiz (España) | Medalla de plata | Tornado |